# The Fugitive Kind

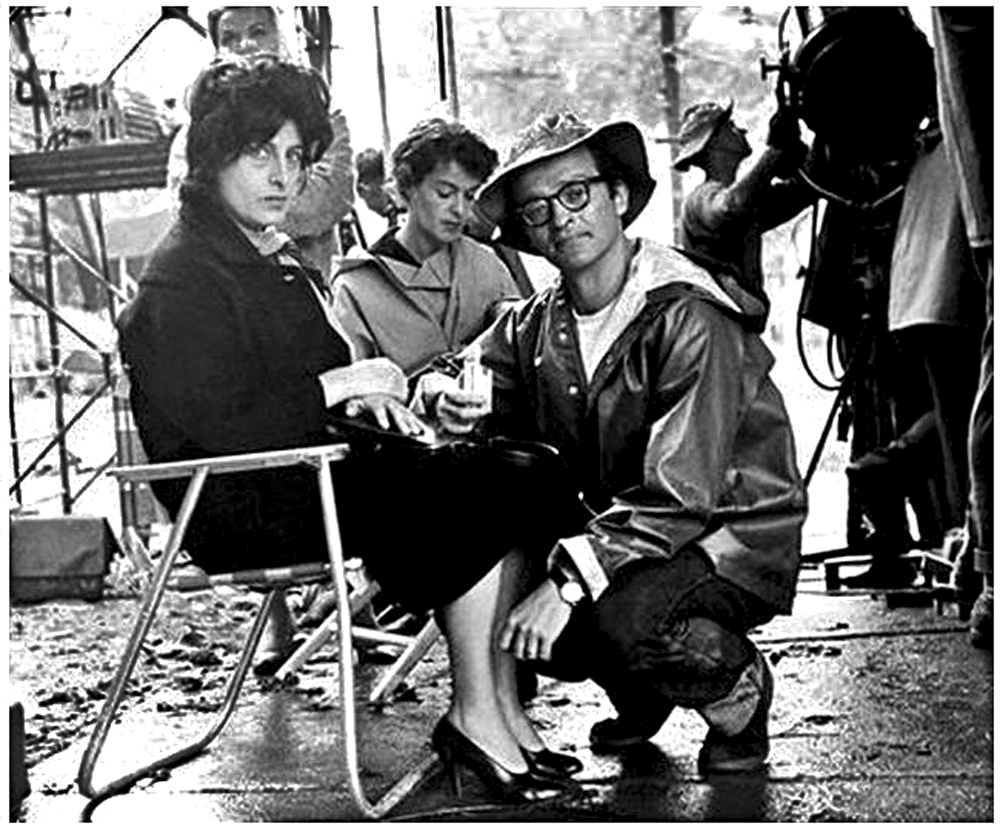
Sidney Lumet en Anna Magnani op de set van The Fugitive Kind

The Fugitive Kind is een film uit 1959 van regisseur Sidney Lumet. De hoofdrollen zijn voor Marlon Brando, Joanne Woodward en Anna Magnani. De film is gebaseerd op het toneelstuk Battle of Angels van schrijver Tennessee Williams. Wegens slechte kritieken raakte het werk niet tot in Broadway. Later herschreef Williams het werk en gaf hij het de titel Orpheus Descending.

## Inhoud
Valentine 'Snakeskin' Xavier is een man die uit New Orleans vlucht om zo aan zijn arrestatie te ontkomen. In een klein dorpje vindt hij werk in een kruidenierszaak. De bazin is een oudere vrouw met de naam Lady Torrance. Haar man Jabe heeft wegens kanker niet lang meer te leven en bevindt zich in het appartement boven de winkel. Zowel Carol, een hyperseksuele alcoholiste, als Vee, een simpele huisvrouw, zijn geïnteresseerd in Valentine. Maar hijzelf voelt eerder iets voor de oudere Lady Torrance. Sheriff Jordan Talbot, de echtgenoot van Vee en een goede vriend van Jabe, is van plan Valentine te doden als hij nog langer in het dorp blijft. Maar Valentine wil blijven, zeker nu hij weet dat Lady Torrance zwanger is. Jabes jaloersheid en Valentines beslissing leiden naar een tragisch einde.

## Rolbezetting
| Acteur            | Personage             |
| ----------------- | --------------------- |
| Marlon Brando     | Valentine Xavier      |
| Anna Magnani      | Lady Torrance         |
| Joanne Woodward   | Carol Cutrere         |
| Maureen Stapleton | Vee Talbot            |
| Victor Jory       | Jabe M. Torrance      |
| R.G. Armstrong    | Sheriff Jordan Talbot |